# فرودگاه بین‌المللی شهرستان سالیوان
فرودگاه بین‌المللی شهرستان سالیوان (به انگلیسی: Sullivan County International Airport) یک فرودگاه همگانی بهره‌برداری هوایی با کد یاتا MSV است که یک باند فرود آسفالت دارد و طول باند آن ۱۹۲۰ متر است. این فرودگاه در کشور ایالات متحده آمریکا قرار دارد و در ارتفاع ۴۲۸ متری از سطح دریا واقع شده است.